# Ceratoconus ecitophilus
Ceratoconus ecitophilus är en tvåvingeart som beskrevs av Borgmeier 1928. Ceratoconus ecitophilus ingår i släktet Ceratoconus och familjen puckelflugor. Inga underarter finns listade i Catalogue of Life.